# Interlingua
Interlingua (ISO 639-3: ina; interlingua de iala; prema 'internacionalni, međunarodni' + lingua, 'jezik') umjetni jezik čiji je projekt 1951. izdao jezikoslovac Alexander Gottfried Friedrich Gode-von-Aesch (Alexander Gode; 1906. – 1970.). Broj govornika nije poznat.

## Vanjske poveznice
- Ethnologue (14th)
- Ethnologue (15th)

Ethnologue (16th)
- [neaktivna poveznica]